# Giải SEFCA cho kịch bản chuyển thể hay nhất
Giải SEFCA cho kịch bản chuyển thể hay nhất là một giải của SEFCA dành cho kịch bản chuyển thể của một phim, được bầu chọn là hay nhất. Giải này được lập từ năm 1996.

## Các kịch bản phim đoạt giải

### Thập niên 1990
| Năm   | Kịch bản phim       | Soạn giả                        | Nguồn                            |
| ----- | ------------------- | ------------------------------- | -------------------------------- |
| 1996* | The English Patient | Anthony Minghella               | tiểu thuyết của Michael Ondaatje |
| 1997  | L.A. Confidential   | Curtis Hanson & Brian Helgeland | tiểu thuyết của James Ellroy     |
| 1998  | Out of Sight        | Scott Frank                     | tiểu thuyết của Elmore Leonard   |
| 1999  | Election            | Alexander Payne & Jim Taylor    | tiểu thuyết của Tom Perrotta     |

* Năm 1996, tên giải là Giải SEFCA cho kịch bản hay nhất.

### Thập niên 2000
| Năm  | Kịch bản phim                                     | Soạn giả                                    | Nguồn                              |
| ---- | ------------------------------------------------- | ------------------------------------------- | ---------------------------------- |
| 2000 | Traffic                                           | Stephen Gaghan                              | miniseries của Simon Moore         |
| 2001 | The Lord of the Rings: The Fellowship of the Ring | Philippa Boyens, Peter Jackson & Fran Walsh | tiểu thuyết của J.R.R. Tolkien     |
| 2002 | Adaptation.                                       | Charlie & Donald Kaufman                    | sách của Susan Orlean              |
| 2003 | Mystic River                                      | Brian Helgeland                             | tiểu thuyế của Dennis Lehane       |
| 2004 | Sideways                                          | Alexander Payne & Jim Taylor                | tiểu thuyết của Rex Pickett        |
| 2005 | Brokeback Mountain                                | Larry McMurtry & Diana Ossana               | truyện ngắn của Annie Proulx       |
| 2006 | The Departed                                      | William Monahan                             | phim của Siu Fai Mak & Felix Chong |
| 2007 | No Country for Old Men                            | Ethan & Joel Coen                           | tiểu thuyết của Cormac McCarthy    |
| 2008 | Slumdog Millionaire                               | Simon Beaufoy                               | tiểu thuyết của Vikas Swarup       |

Bản mẫu:SEFCA Awards Chron